# خاک ریزدانه
در طبقه‌بندی خاک، خاک‌ها بر اساس اندازه قطر ذراتشان طبقه‌بندی می‌شوند. و به دو دسته درشت‌دانه و ریزدانه تقسیم می‌شوند. خاک‌هائی که قطرشان از ۰٫۰۷۵ میلی‌متر کم‌تر باشد، خاک ریزدانه گفته می‌شود. لای و رس از این جمله خاک‌ها هستند.

## منبع
Das, Braja M. (۱۹۴۱)، Principles of geotechnical engineering, ۵th. ed, ۲۰۰۲.، شابک ۹۶۴-۶۹۰۴-۶۱-۰